# 3e cérémonie des British Academy Film Awards
La 3e cérémonie des British Academy Film Awards, organisée par la British Academy of Film and Television Arts, s'est déroulée en 1950 et a récompensé les films sortis en 1949.

## Palmarès

### Meilleur film de toutes sources
- Le Voleur de bicyclette (Ladri di biciclette)
  - Ballade berlinoise (Berliner Ballade)
  - La Dernière étape (Ostatni etap)
  - Nous avons gagné ce soir (The Set-Up)
  - Le Troisième Homme (The Third Man) – Réal. : Carol Reed
  - Le Trésor de la Sierra Madre (The Treasure of the Sierra Madre)
  - Une incroyable histoire (The Window)

### Meilleur film britannique
- Le Troisième Homme (The Third Man)
  - Noblesse oblige (Kind Hearts and Coronets)
  - Passeport pour Pimlico (Passport to Pimlico)
  - La Reine des cartes (The Queen of Spades)
  - De la coupe aux lèvres (A Run for Your Money)
  - La Mort apprivoisée (The Small Back Room)
  - Whisky à gogo (Whisky Galore!)

### Meilleur film documentaire
- Daybreak in Udi
  - Drug Addict
  - The Liver Fluke in Great Britain
  - Island of the Lagoon (Isole Nolla Laguna)
  - Report on the refugee problem
  - The Cornish Engine
  - Circulation

### Special Awards
- La Famille Martin
  - Accidents Don't Happen, No. 5
  - Dots and Loops (film)|Dots and Loops
  - A Fly in the House
  - The Legend of St. Ursula
  - Tale About a Soldier

### UN Award
- The Search
  - Au Carrefour de la vie
  - Daybreak in Udi
  - Sardinia Project
  - The People Between

## Récompenses et nominations multiples

### Nominations multiples
2 : Le Troisième Homme, Daybreak in Udi

### Récompenses multiples
Légende : Nombre de récompenses/Nombre de nominations
Aucune